# Bighorn (rzeka w Kanadzie)
Bighorn – rzeka w kanadyjskiej prowincji Alberta. Jest dopływem rzeki Saskatchewan Północny. Jej nazwa, po raz pierwszy wzmiankowana w 1865 roku, została nadana od owcy kanadyjskiej (ang. bighorn).